# Patrick Guay
Pour les articles homonymes, voir Guay.
Patrick Guay (né le 18 juillet 1952 au Mans et mort le 19 juillet 2011 à Gap) est un coureur cycliste français.

## Biographie
Patrick Guay grandit dans une famille de cyclistes. Son grand-père Raymond Blin ainsi que son père Maurice sont d'anciens coureurs cyclistes, et son frère Stéphane a pratiqué ce sport en compétition, tout comme son fils Julien et ses neveux Alexandre et Baptiste. Il est également l'oncle de Jérôme Pineau. 
Ancien cycliste amateur, il a porté les couleurs du VC Pontlieue, de l'UC Longjumeau, de l'ASPTT Mans, du VC Saint-Hilaire et de l'UC Sablé. En 1976, il se classe troisième d'une étape contre-la-montre sur le Tour de l'Avenir. L'année suivante, il remporte notamment les Boucles de la Mayenne. Il a également été sélectionné en équipe de France. 
Une fois sa carrière sportive terminée, il devient technicien-chauffeur pour un sous-traitant de la société organisatrice du Tour de France. En juillet 2011, il est retrouvé mort en plein Tour de France à Gap, son corps à moitié immergé dans la rivière de la Luye. L'autopsie réalisée sur le défunt écarte la piste criminelle et indique un syndrome de Mendelson, probablement consécutif à une absorption excessive d'alcool,

## Palmarès
- 1975
  - Prix des Vins Nouveaux
- 1976
  - 3e de Manche-Atlantique
- 1977
  - Boucles de la Mayenne
  - 2e du Tour d'Armor
- 1978
  - 5e étape du Circuit des Ardennes[3]
  - Challenge de Précigné[3]